# James Earl Jones
James Earl Jones (Arkabutla, Misisipi, 17 de enero de 1931-Pawling, Nueva York, 9 de septiembre de 2024) fue un actor estadounidense. Su extensa carrera incluye grandes éxitos de taquilla como Star Wars (episodios IV (1977), V (1980), VI (1983), III (2005) y Rogue One: una historia de Star Wars (2016)), El rey león (1994 y 2019), The Lion King II: Simba's Pride (1998), La Guardia del León (2015), Conan el Bárbaro (1982), Coming to America (1988), Field of Dreams (1989), La caza del Octubre Rojo (1990), Juego de patriotas (1992), Peligro inminente (1994) y Coming 2 America (2021). Era hijo del también actor Robert Earl Jones (1910-2006).
Jones fue dueño de una de las voces más reconocidas en la industria del cine de Hollywood, desempeñándose en varias ocasiones como actor de voz. Sin embargo en su infancia sufría de tartamudez. En un episodio de la serie de televisión Biography, el actor afirmó que superó la afección a través de la poesía, hablando en público y actuando, aunque tardó varios años en conseguirlo. Tras terminar la universidad sirvió en el ejército de los Estados Unidos durante la guerra de Corea antes de iniciar una carrera en la actuación. El 12 de noviembre de 2011 fue galardonado con el Óscar honorífico, junto a Dick Smith y Oprah Winfrey. El 9 de noviembre de 2015, Jones recibió el premio Voice Arts Icon. El 25 de mayo de 2017 recibió un Doctorado Honorario en Artes de la Universidad de Harvard, concluyendo el evento con la famosa frase utilizada en la saga Star Wars: "Que la Fuerza te acompañe".

## Primeros años

### Infancia

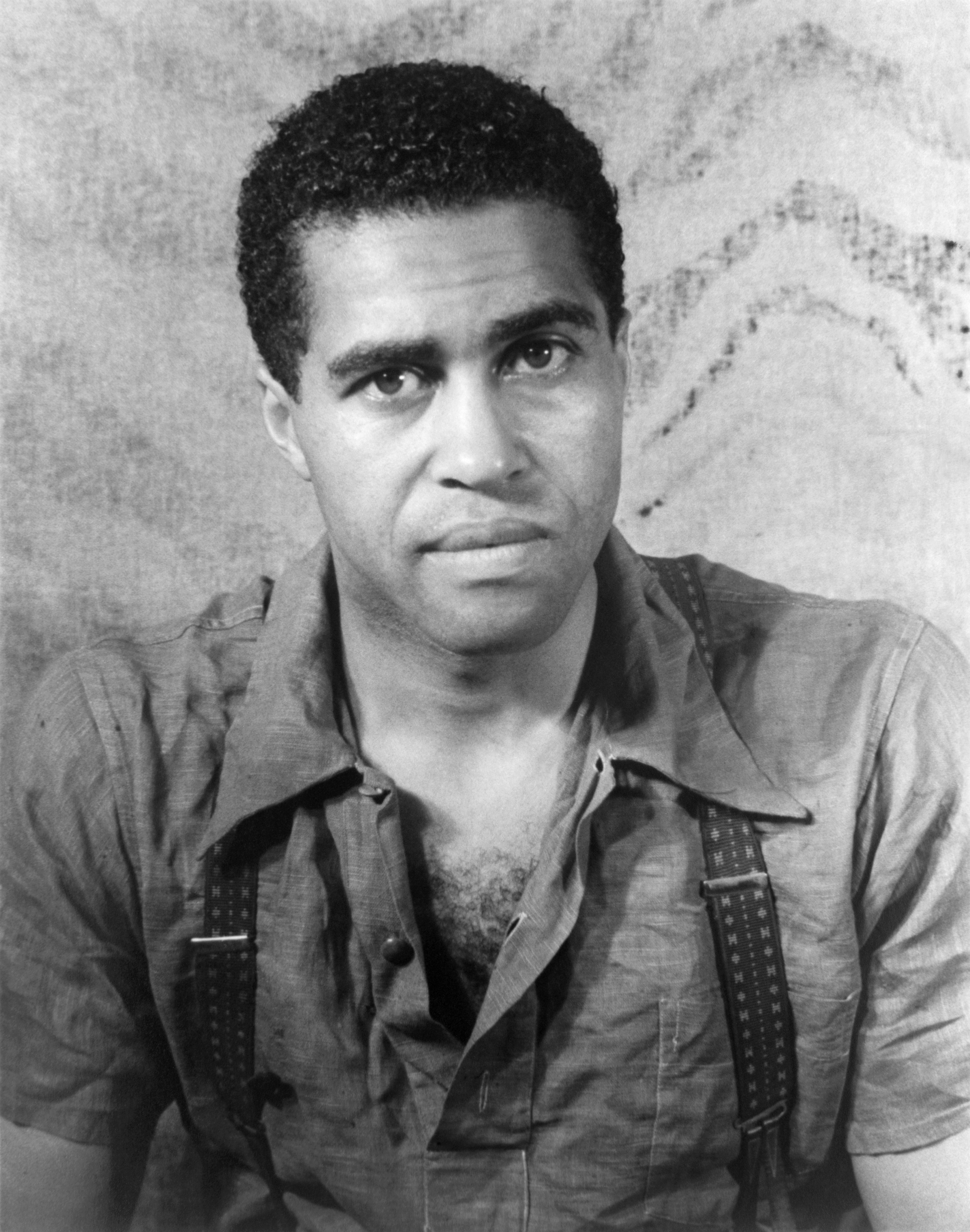
El padre de Jones, Robert Earl Jones, en 1938.

Jones nació en Arkabutla, Misisipi, el 17 de enero de 1931, hijo de Ruth (Williams) Jones, una maestra y empleada de servicio domestico, y Robert Earl Jones, un boxeador, mayordomo y chofer que abandonó la familia poco después del nacimiento de James y que más tarde se convirtió en actor. Jones y su padre no llegaron a conocerse hasta la década de 1950, pero luego se reconciliaron.
Desde los cinco años fue criado por sus abuelos maternos, John Henry y Maggie Williams. Más tarde el actor describió a su abuela Maggie como la "persona más racista que conocí en mi vida, con un desprecio doblemoralista por la gente blanca".
Desde niño desarrolló un tartamudeo grave por lo que se negaba a hablar en voz alta, hasta que, a los 13 años, uno de sus profesores hizo que descubriera que tenía un don para la poesía e insistió en que leyera cada día una poesía en clase para que fuera corrigiendo su problema. Irónicamente, dos de sus papeles más famosos han sido prestando su voz, a Darth Vader en la saga de La guerra de las galaxias y a Mufasa en El rey león. El actor se ha referido a este hecho afirmando: "Fui tartamudo. No podía hablar. Así que mi primer año de escuela fue mi primer año mudo, y luego esos años mudos continuaron hasta que llegué a la escuela secundaria".

### Educación
Tras asistir a la Universidad de Míchigan donde realizó un curso pre-médico, Jones se unió al Cuerpo de Entrenamiento de Oficiales de Reserva. Se sentía cómodo dentro de la estructura del entorno militar. Durante el curso de sus estudios, Jones descubrió que no estaba hecho para ser médico. En cambio, se centró en el teatro en la Escuela de Música, Teatro y Danza de la Universidad de Míchigan con la idea de hacer algo que disfrutaba. Se graduó de la universidad en 1955.

### Carrera militar
Con la intensificación de la guerra en Corea, Jones esperaba ser llevado allí tan pronto como recibiera su comisión como segundo teniente. Mientras esperaba sus órdenes, trabajó como asistente en el Teatro Ramsdell en Manistee, Míchigan, donde anteriormente había actuado. Jones fue comisionado a mediados de 1953, después del final de la guerra de Corea. Asistió a la Escuela de Rangers y recibió su insignia (aunque afirmó durante una entrevista en The One Show de la BBC en 2009 que se ausentó del entrenamiento de Ranger). Inicialmente debía presentarse en la instalación militar Fort Leonard Wood, pero su unidad fue enviada para establecer un comando de entrenamiento en el antiguo Campamento Hale cerca de Leadville, Colorado. Su batallón se convirtió en una unidad de entrenamiento en el accidentado terreno de las Montañas Rocosas. Jones fue ascendido a primer teniente antes de lograr su alta. Más adelante se mudó a Nueva York para estudiar teatro, trabajando como portero para poder ganar su sostenimiento.

## Carrera como actor

### Inicios
Jones comenzó su carrera como actor en el Teatro Ramsdell en Manistee, Míchigan. Entre 1955 y 1957 se desempeñó como actor y director de escena. Realizó su primer papel como Otelo de Shakespeare en este teatro en 1955. Su carrera temprana también incluyó una aparición en la serie antológica de radio de la ABC Theater-Five.

### Teatro
Jones fue un consumado actor de teatro; ganó los premios Tony en 1969 por The Great White Hope y en 1987 por Fences. Ha actuado en muchos roles de Shakespeare: Otelo, el Rey Lear, Oberón en Sueño de una noche de verano, Abhorson en Medida por medida y Claudio en Hamlet. En 1973 interpretó a Hickey en Broadway en el Teatro Circle in the Square en una nueva versión de The Iceman Cometh. Encarnó a Lennie en la producción de 1974 de la adaptación de la novela de John Steinbeck De ratones y hombres, con Kevin Conway como George y Pamela Blair como la esposa de Curley. El 7 de abril de 2005, James Earl Jones y Leslie Uggams encabezaron el elenco en una versión afroamericana de Broadway de On Golden Pond, dirigida por Leonard Foglia y producida por Jeffrey Finn. En febrero de 2008 actuó en Broadway como Big Daddy en una producción afroamericana de Cat on a Hot Tin Roof de Tennessee Williams, dirigida por Debbie Allen. En noviembre de 2009 James retomó el papel de Big Daddy en Cat On A Hot Tin Roof en el Teatro Novello en Londres, producción protagonizada por Sanaa Lathan como Maggie, Phylicia Rashad como Big Mamma y Adrian Lester como Brick. En octubre de 2010 Jones regresó al escenario de Broadway en Driving Miss Daisy de Alfred Uhry junto con Vanessa Redgrave en el Golden Theatre.

### Cine

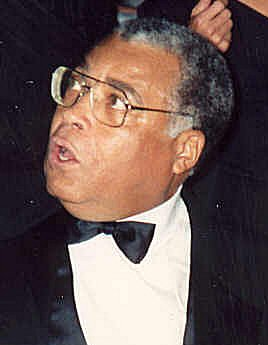
James Earl Jones en 1991.

Su primera aparición en el cine ocurrió interpretando a un joven y delgado teniente Lothar Zogg en Dr. Strangelove or: How I Learned to Stop Worrying and Love the Bomb. En 1967 interpretó a un cirujano y líder rebelde haitiano en The Comedians. Su primer papel protagónico llegó de la mano de su interpretación del boxeador Jack Jefferson en The Great White Hope (1970), coprotagonizada por Jane Alexander. Por su papel, Jones fue nominado como Mejor Actor por la Academia de las Artes y las Ciencias Cinematográficas, convirtiéndose en el segundo artista afroamericano (después de Sidney Poitier) en recibir una nominación. En 1974 protagonizó junto a Diahann Carroll la película Claudine, la historia de una mujer que cría a sus seis hijos sola después de dos matrimonios fallidos.
Interpretó a Timothy en The Cay (1974), al villano ficticio Thulsa Doom en Conan el Bárbaro (1982), a "Few Clothes" Johnson en Matewan (1987), al rey de Zamunda Jaffe Joffer en Coming to America (1988), al autor Terence Mann en Field of Dreams (1989), al señor Mertle en The Sandlot (1993), al reverendo Stephen Kumalo en Cry, The Beloved Country (1995), a Raymond Lee Murdock en A Family Thing (1996) y el vicealmirante James Greer en La caza del octubre rojo (1990), Juego de patriotas (1992) y Peligro inminente (1994), entre muchos otros roles.

### Voz
El actor también es conocido por aportar la voz del villano Darth Vader en la película de 1977 Star Wars y sus secuelas The Empire Strikes Back (1980) y Return of the Jedi (1983). Darth Vader fue interpretado en el traje por David Prowse en la trilogía de la película, con Jones doblando el diálogo de Vader en posproducción porque el marcado acento inglés de Prowse fue considerado inadecuado para el papel por George Lucas. Jones no fue acreditado por su trabajo en las dos primeras películas de Star Wars, aunque más tarde se le acreditaría por la primera película en su relanzamiento en edición especial en 1997. Como explicó en una entrevista de 2008:

Cuando Linda Blair hizo el papel de la niña en El exorcista, contrataron a Mercedes McCambridge para que hiciera la voz demoníaca saliendo de ella. Y hubo controversia sobre si Mercedes debía obtener el crédito. Yo era uno de los que pensaba que no, que solo eran efectos especiales. Entonces, tratándose de Darth Vader, dije: no, solo soy efectos especiales. Pero llegué a ser tan identificado con Vader que para la tercera película pensé: de acuerdo, les dejaré poner mi nombre en ella.

Aunque no acreditada, la voz de Jones posiblemente fue usada en la escena final de la película Star Wars: Episodio III - La venganza de los Sith (2005), cuando el villano se presenta sin su habitual máscara. Cuando se le preguntó específicamente al actor si había suministrado su voz, posiblemente de una grabación anterior, Jones le dijo a Newsday: "Tendrían que preguntarle a Lucas sobre eso. Yo no lo sé". Jones aportó la voz de Vader nuevamente en la serie animada de televisión Star Wars Rebels y en la película Rogue One: una historia de Star Wars (2016).
Sus otros papeles de voz incluyen al león Mufasa en la película de Disney de 1994 El rey león y su secuela The Lion King II: Simba's Pride. Las grabaciones de archivo de la película se usaron más tarde para la versión en inglés del videojuego de 2006 Kingdom Hearts II, ya que el propio Jones no quiso hacer de nuevo el papel. Más recientemente, interpretó a Mufasa en el telefilme piloto de 2015 The Lion Guard: Return of the Roar. En febrero de 2017 se anunció que Jones volvería a interpretar al personaje en la película El rey león de 2019, producción que será dirigida por Jon Favreau.
En 1990 Jones realizó un trabajo de voz para el primer especial de Halloween "Treehouse of Horror" de la popular serie de televisión Los Simpson, en el que fue el narrador del poema de Edgar Allan Poe "El cuervo". En 1996 recitó el clásico poema de béisbol "Casey at the Bat" con la Cincinnati Pops Orchestra. Recitó el poema nuevamente en 2007 antes de un partido como local de los Filis de Filadelfia el 1 de junio de 2007.
También ha hecho el eslogan de CNN, "This is CNN", así como "This is CNN International", y la apertura para el programa matutino de CNN New Day. Jones también fue portavoz desde hace mucho tiempo de la empresa Bell Atlantic y más tarde de Verizon. También prestó su voz para la apertura de la cobertura de la NBC de los Juegos Olímpicos de verano de 2000 y 2004; "The Big PI in the Sky" en el videojuego Under a Killing Moon; en The Creation, una película de plastimación; y en varios episodios de Los Simpson. Jones también prestó su voz en una secuencia narrada en la comedia de Adam Sandler y Kate Beckinsale Click, estrenada en junio de 2006. Jones narró los 27 libros del Nuevo Testamento en el audiolibro James Earl Jones Reads the Bible.

### Televisión
Jones tiene la distinción de ser el único actor en ganar dos premios Emmy el mismo año, en 1991 como Mejor Actor por su papel en Gabriel's Fire y como Mejor Actor de Reparto por su trabajo en Heat Wave.
Interpretó al autor Alex Haley en la miniserie de televisión Roots: The Next Generations; al comandante James Solomon en las secuencias de acción en vivo del videojuego Command & Conquer: Tiberian Sun y al oficial de policía Neb Langston en el programa de televisión Under One Roof, por el cual recibió una nominación al premio Emmy. También apareció en anuncios de televisión y radio para Verizon Business DSL y Verizon Online DSL de Verizon Communications. Jones apareció en la temporada de 1963-1964 en un episodio de la serie dramática sobre la vida universitaria, Channing, protagonizada por Jason Evers y Henry Jones. También se le pudo ver en la telenovela Guiding Light e interpretando a Thad Green en "Mathnet", una parodia de la serie Dragnet emitida en el programa de humor Square One Television.
En 1969, Jones participó en la realización de tomas de prueba para la serie educativa infantil Sesame Street; estos cortos, combinados con segmentos animados, se mostraron a grupos de niños para medir la efectividad del entonces innovador formato. Como se cita en las notas de producción incluidas en el lanzamiento de DVD Sesame Street: Old School 1969-1974, el corto que tuvo el mayor impacto con audiencias de prueba fue uno que muestra a Jones calvo contando lentamente hasta diez. Este y otros segmentos con Jones fueron finalmente transmitidos como parte de la serie Sesame Street cuando se estrenó en 1969 y Jones es citado como el primer invitado famoso en esa serie, aunque un segmento con Carol Burnett fue realmente el primero en ser transmitido.

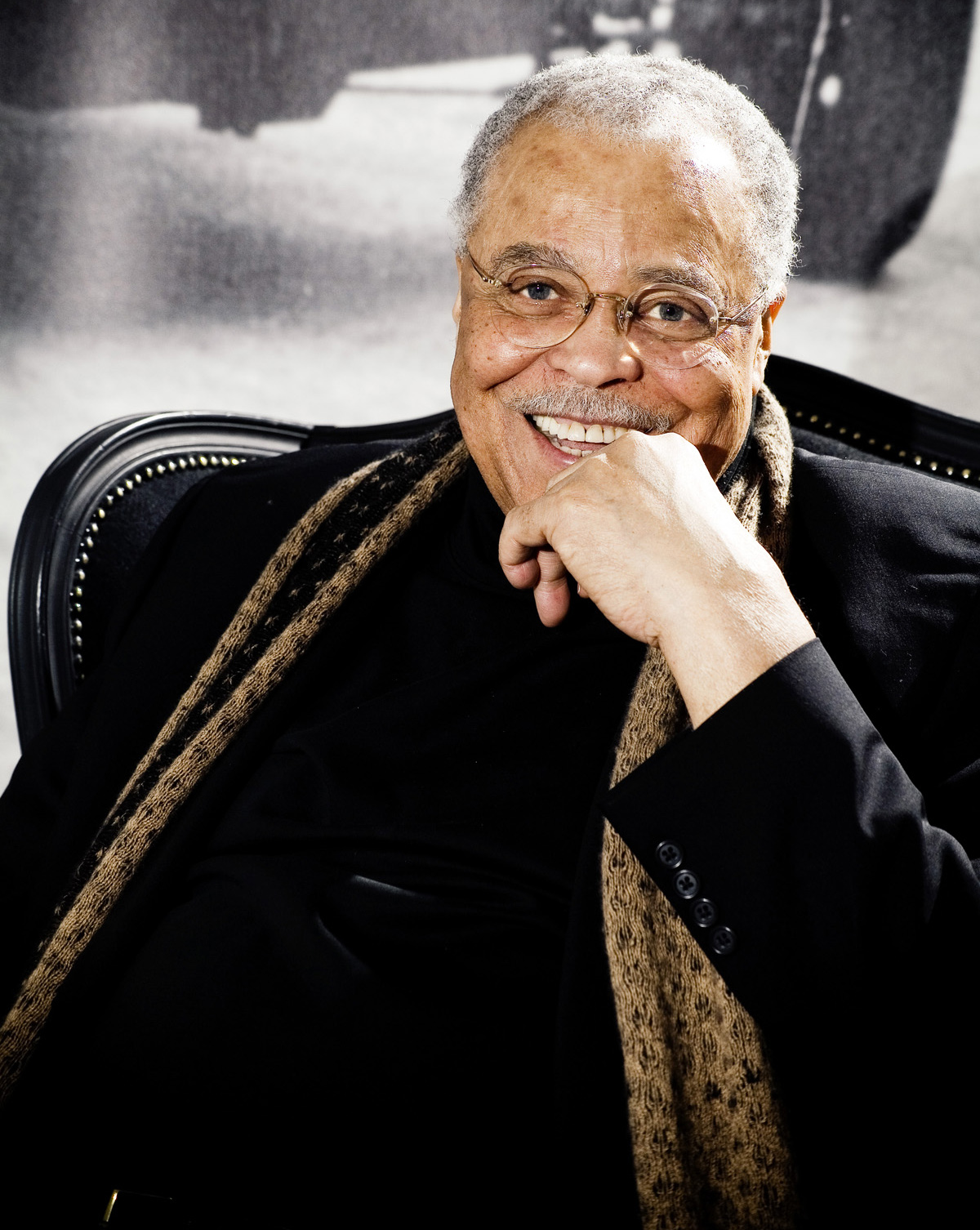
Jones en 2010.

Ha interpretado personajes principales en televisión en tres series. Primero, apareció en el corto drama policial de la CBS, Paris, que se emitió durante el otoño de 1979. Esta serie fue notable por ser la primera en la que Steven Bochco ejerció como productor ejecutivo. El segundo programa se emitió en la ABC entre 1990 y 1992, la primera temporada se tituló Gabriel's Fire y la segunda (después de una revisión de formato) Pros and Cons. En los dos formatos de ese programa, Jones interpretó a un expolicía condenado injustamente por asesinato que, tras salir de prisión, se convirtió en detective privado. En 1995, Jones protagonizó Under One Roof en el papel de Neb Langston, un policía afroamericano viudo que comparte su casa en Seattle con sus hijos. El programa solamente fue emitido durante seis semanas. De 1989 a 1993, Jones fue el presentador de la serie de televisión para niños Long Ago and Far Away. En 1996 participó en el drama de la CBS Touched by an Angel en el episodio "Clipped Wings". En 1998 Jones protagonizó el aclamado programa An American Moment (creado por James R. Kirk y Ninth Wave Productions). Jones asumió el papel dejado por Charles Kuralt tras su fallecimiento en 1997. También hizo una aparición especial en "The House of Luthor", el episodio final de la primera temporada de Lois & Clark: Las nuevas aventuras de Superman como Franklin Stern y ha actuado como estrella invitada en comedias como Frasier, Will & Grace, Two and a Half Men y Everwood.
En 2009 Jones apareció en el drama médico House, M.D. en un episodio de la sexta temporada titulado "The Tyrant", interpretando a un brutal dictador africano llamado Dibala. El dictador había hecho amenazas contra una minoría étnica, el Sitibi, y el equipo se ocupa de cuestiones éticas relacionadas con el tratamiento de un posible asesino en masa. Entre 2013 y 2014 apareció junto a Malcolm McDowell en una serie de anuncios para Sprint Corporation. Apareció en un episodio de la séptima temporada en la serie de humor The Big Bang Theory titulado "The Convention Enigma".
En 2015 Jones interpretó al juez Caleb Thorne en la serie de drama estadounidense Agent X en un elenco conformado por Sharon Stone, Jeff Hephner y Jamey Sheridan, entre otros. La serie fue transmitida por el canal TNT del 8 de noviembre al 27 de diciembre de 2015.

## Vida personal
Jones se casó con la cantante y actriz estadounidense Julienne Marie en 1968, a quien conoció en la obra de teatro Otelo en 1964. No tuvieron hijos y se divorciaron en 1972. En 1982 se casó con la actriz Cecilia Hart, con la que tuvo un hijo, Flynn Earl Jones. Su mujer falleció el 16 de octubre de 2016, tras una lucha de un año contra el cáncer de ovario.Jones se convirtió al Catolicismo durante su servicio militar.

## Últimos años y fallecimiento
En abril de 2016, Jones habló en público por primera vez en casi 20 años sobre su condición de salud al ser diagnosticado con diabetes mellitus tipo 2, enfermedad con la que convivió desde mediados de la década de 1990.
El 9 de septiembre de 2024, falleció a los 93 años en su domicilio, en Pawling, Condado de Dutchess, en el estado de Nueva York.

## Filmografía

### Cine
| Año  | Título                                                               | Personaje                                  | Observaciones   |
| ---- | -------------------------------------------------------------------- | ------------------------------------------ | --------------- |
| 1964 | Dr. Strangelove or: How I Learned to Stop Worrying and Love the Bomb | Teniente Lothar Zogg                       |                 |
| 1967 | Los comediantes                                                      | Dr. Magiot                                 |                 |
| 1970 | La gran esperanza blanca                                             | Jack Jefferson                             |                 |
| 1972 | Malcolm X                                                            | Malcolm X                                  |                 |
| 1975 | The UFO Incident                                                     | Barney Hill                                |                 |
| 1976 | Swashbuckler                                                         | Nick Debrett                               |                 |
| 1977 | Jesus of Nazareth                                                    | Rey Baltasar                               | Miniserie       |
| 1977 | The Greatest                                                         | Malcom X                                   |                 |
| 1977 | Star Wars: Episodio IV - Una nueva esperanza                         | Darth Vader                                | Voz             |
| 1977 | Exorcista II: el hereje                                              | Kokumo, anciano                            |                 |
| 1977 | The Last Remake of Beau Geste                                        | Jeque                                      |                 |
| 1979 | Raíces                                                               | Alex Haley                                 | Miniserie       |
| 1980 | Star Wars: Episodio V-El imperio contraataca                         | Darth Vader                                | Voz             |
| 1981 | The Bushido Blade (La espada del samurái)                            | El prisionero                              |                 |
| 1982 | El vuelo de los dragones                                             | Ommadon                                    | Voz             |
| 1982 | Conan el Bárbaro                                                     | Thulsa Doom                                |                 |
| 1983 | Star Wars: Episodio VI-El retorno del Jedi                           | Darth Vader                                | Voz             |
| 1985 | The Atlanta Child Murders                                            | Alcalde Walker                             | Miniserie       |
| 1986 | Allan Quatermain y la ciudad perdida del oro                         | Umslopogaas                                |                 |
| 1987 | Soul Man                                                             | Profesor Banks                             |                 |
| 1987 | Jardines de piedra                                                   | Sgt. May. "Goody" Nelson                   |                 |
| 1987 | Matewan                                                              | Few Clothes                                |                 |
| 1988 | Un prinicpe en Nueva York                                            | Rey Jaffe Joffer                           |                 |
| 1989 | Tres fugitivos                                                       | Dugan                                      |                 |
| 1989 | Campo de sueños                                                      | Terence Mann                               |                 |
| 1989 | Campeón de campeones                                                 | Couzo                                      |                 |
| 1990 | La caza del Octubre Rojo                                             | Almirante James Greer                      |                 |
| 1991 | Scorchers                                                            | Bear                                       |                 |
| 1991 | Convictos                                                            | Ben Johnson                                |                 |
| 1992 | Juego de patriotas                                                   | Almirante James Greer                      |                 |
| 1992 | Freddie Agente O.7.                                                  | Narrador                                   | Voz             |
| 1992 | Los fisgones                                                         | Agente de la NSA Bernard Abbott            |                 |
| 1993 | Sommersby                                                            | Juez Barry Conrad Isaacs                   |                 |
| 1993 | Nuestra pandilla                                                     | Sr. Mertle                                 |                 |
| 1993 | Excessive Force                                                      | Jake                                       |                 |
| 1993 | Como se hizo "Jurassic Park"                                         | Él mismo                                   |                 |
| 1994 | Clean Slate                                                          | John Dolby                                 |                 |
| 1994 | The Lion King                                                        | Rey Mufasa                                 | Voz             |
| 1994 | Peligro inminente                                                    | Almirante James Greer                      |                 |
| 1994 | Agárralo como puedas 33 ⅓: El insulto final                          | Él mismo                                   | Cameo           |
| 1995 | Jefferson en París                                                   | Madison Hemings                            |                 |
| 1995 | Llanto por la tierra amada                                           | Reverendo Stephen Kumalo                   |                 |
| 1995 | Como se hizo: El rey león                                            | Él mismo                                   | Documental      |
| 1995 | Judge Dredd                                                          | Narrador                                   | Voz             |
| 1996 | A Family Thing                                                       | Ray Murdock                                |                 |
| 1996 | Buena suerte                                                         | James Bing                                 |                 |
| 1997 | La sombra de los culpables                                           | Arthur Baylor                              |                 |
| 1997 | Casper, la primera aventura                                          | Kibosh                                     | Voz             |
| 1998 | Primary Colors                                                       | Locutor CNN                                | Voz             |
| 1998 | The Lion King II: Simba's Pride                                      | Rey Mufasa                                 | Voz             |
| 1999 | Undercover Angel                                                     | El juez                                    |                 |
| 1999 | Fantasía 2000                                                        | Presentador de El carnaval de los animales |                 |
| 2001 | Finders's Fee                                                        | Avery Phillips                             |                 |
| 2001 | El rey león: Las aventuras del poderoso Simba                        | Rey Mufasa                                 | Videojuego, Voz |
| 2005 | Robots                                                               | Diesel (Caja de voz en tienda)             | Cameo, Voz      |
| 2005 | Nuestra pandilla 2                                                   | Sr. Mertle                                 |                 |
| 2005 | Star Wars: Episodio III - La venganza de los Sith                    | Darth Vader                                | Voz             |
| 2006 | Los calientabanquillos                                               | Darth Vader                                | Voz             |
| 2006 | Scary Movie 4                                                        | Narrador                                   | Voz             |
| 2006 | Click                                                                | Cometarista del pasado de Michael          | Voz             |
| 2006 | Flushed Away                                                         | Transeúnte                                 | Voz             |
| 2007 | Tierra, la película de nuestro planeta                               | Narrador                                   | Documental, Voz |
| 2008 | Bienvenido a casa, Roscoe Jenkins                                    | Papá Jenkins                               |                 |
| 2010 | Quantum Quest: A Cassini Space Odyssey                               | Admiral                                    | Voz             |
| 2013 | Buscando un destino                                                  | Reverendo Frank McCarthy                   |                 |
| 2014 | El hombre más enfadado de Brooklyn                                   | Ruben, vendedor                            | Cameo           |
| 2016 | Rogue One: una historia de Star Wars                                 | Darth Vader                                | Voz             |
| 2019 | El Rey León                                                          | Rey Mufasa                                 | Voz             |
| 2021 | El rey de Zamunda                                                    | Rey Jaffe Joffer                           |                 |

#### Doblaje
En Hispanoamérica ha sido doblado principalmente por Federico Romano (11 proyectos) y Sebastián Llapur (10 proyectos). También ha sido doblado por Federico Romano, Carlos Magaña, Rubén Moya, Blas García, Álvaro Tarcicio, Hector Lama Yazbek, Carlos Petrel, entre otros.
En España ha sido doblado en multitud de ocasiones por Pepe Mediavilla (18 películas) y Constantino Romero (15 películas). Otros actores que lo han doblado han sido Paco Hernández, Miguel Ángel Jenner, José María Cordero, Julio Núñez, José Luis Sansalvador y Pedro Tena.

### Series de televisión
| Año              | Título                                          | Papel                 | Notas                                            | Ref.   |
| ---------------- | ----------------------------------------------- | --------------------- | ------------------------------------------------ | ------ |
| 1963             | East Side/West Side                             | Joe Goodwin           | Episodio: "Who Do You Kill?"                     |        |
| 1966             | Dr. Kildare                                     | Dr. Lou Rush          | 4 episodios                                      |        |
| 1969             | N.Y.P.D.                                        | Candy Lateen          | 2 episodios                                      |        |
| 1977             | Roots                                           | Alex Haley            | Episodio: "Part XII"                             | [ 38 ] |
| 1977             | Jesus of Nazareth                               | Balthazar             | Episodio: "Part 1"                               | [ 39 ] |
| 1979–80          | Paris                                           | Woodrow Paris         | 13 episodios                                     |        |
| 1979             | Roots: The Next Generations                     | Alex Haley            | Episodio: "1.7"                                  |        |
| 1985             | Me and Mom                                      | Lou Garfield          | 6 episodios                                      |        |
| 1986             | Faerie Tale Theatre                             | Genie                 | Episodio: "Aladdin and His Wonderful Lamp"       |        |
| 1987–91          | Mathnet                                         | Thad Green            | 5 episodios                                      |        |
| 1987, 1990–92    | Square One TV                                   | Thad Green            | 4 episodios                                      |        |
| 1992             | Shelley Duvall's Bedtime Stories                | Narrador              | Segmento: "Millions of Cats"                     |        |
| 1988–89          | L.A. Law                                        | Lee Atkins            | 2 episodios                                      |        |
| 1989             | Saturday Night with Connie Chung                | Vernon Johns          | Episodio: "God's Bad Boy"                        |        |
| 1989-92          | Long Ago and Far Away                           | Narrador              | 35 episodios                                     |        |
| 1990, 1994, 1998 | The Simpsons                                    | Voces                 | 3 episodios                                      |        |
| 1990–91          | Gabriel's Fire                                  | Gabriel Bird          | 22 episodios                                     |        |
| 1991–92          | Pros and Cons                                   | Gabriel Bird          | 12 episodios                                     |        |
| 1992             | Garfield and Friends                            | Diablo                | Episodio: "Ghost of a Chance"                    |        |
| 1993             | ABC Weekend Special                             |                       | Episodio: "The Parsley Garden"                   |        |
| 1993             | Law & Order                                     | Horace McCoy          | Episodio: "Profile"                              |        |
| 1993             | American Playhouse                              | Taylor                | Episodio: "Hallelujah"                           |        |
| 1994             | Picket Fences                                   | Bryant Thomas         | Episodio: "System Down"                          |        |
| 1994             | Lois & Clark: The New Adventures of Superman    | Franklin Stern        | Episodio: "The House of Luthor"                  |        |
| 1995             | Happily Ever After: Fairy Tales for Every Child | King Dakkar (voz)     | Episodio: "The Valiant Little Tailor"            | [ 40 ] |
| 1995             | Signs and Wonders                               | Diamond               | 4 episodios                                      |        |
| 1995             | Under One Roof                                  | Neb Langston          | 6 episodios                                      |        |
| 1996             | 3rd Rock from the Sun                           | Narrador              | 2 episodios                                      |        |
| 1997             | Mad About You                                   | Él mismo              | Episodio: "Chicken Man"                          |        |
| 1997             | Touched by an Angel                             | Angel of Angels       | Episodio: "Clipped Wings"                        |        |
| 1997             | Frasier                                         | Norman Royster        | Episodio: "Roz's Krantz & Gouldenstein Are Dead" |        |
| 1997             | Stargate: SG-1                                  | Unas                  | Episodio: "Thor's Hammer"                        |        |
| 1997             | Homicide: Life on the Street                    | Felix Wilson          | 3 episodios                                      |        |
| 1998             | Merlin                                          | Mountain King         | 3 episodios                                      |        |
| 1998             | Recess                                          | Santa Claus           | 2 episodios                                      |        |
| 2003             | Will & Grace                                    | Él mismo              | Episodio: "Me and Mr. Jones"                     |        |
| 2003–04          | Everwood                                        | Will Cleveland        | 3 episodios                                      |        |
| 2004             | According to Jim                                | Royal Flush XP Toilet | Episodio: "The Toilet"                           |        |
| 2004             | Sesame Street                                   | Él mismo              | Episodio: 4077                                   |        |
| 2008             | Two and a Half Men                              | Él mismo              | Episodio: "The Devil's Lube"                     | [ 41 ] |
| 2009             | House                                           | Dibala                | Episodio: "The Tyrant"                           |        |
| 2014             | The Big Bang Theory                             | Él mismo              | Episodio: "The Convention Conundrum"             | [ 42 ] |
| 2014–16          | Star Wars Rebels                                | Darth Vader (voz)     | 4 episodios                                      |        |
| 2015             | Agent X                                         | Caleb Thorne          | 2 episodios                                      |        |
| 2015             | The Lion Guard                                  | Mufasa (voz)          | 1 episodio                                       |        |
| 2022             | Obi-Wan Kenobi                                  | Darth Vader (voz)     | 6 episodios                                      | [ 43 ] |

### Telefilmes
| Año  | Título                                           | Papel                       | Notas | Ref.   |
| ---- | ------------------------------------------------ | --------------------------- | ----- | ------ |
| 1974 | The Cay                                          | Timothy                     |       | [ 44 ] |
| 1975 | The UFO Incident                                 | Barney Hill                 |       | [ 45 ] |
| 1977 | The Greatest Thing That Almost Happened          | Morris Bird, Jr.            |       | [ 46 ] |
| 1978 | Star Wars Holiday Special                        | Darth Vader                 | Voz   | [ 47 ] |
| 1980 | Guyana Tragedy: The Story of Jim Jones           | Father Divine               |       | [ 48 ] |
| 1984 | The Vegas Strip War                              | Jack Madrid                 |       | [ 49 ] |
| 1990 | By Dawn's Early Light                            | Alice                       |       | [ 50 ] |
| 1990 | Heat Wave                                        | Junius Johnson              |       | [ 41 ] |
| 1992 | Lincoln                                          | Narrador                    |       | [ 51 ] |
| 1993 | Percy & Thunder                                  | Percy                       |       | [ 52 ] |
| 1994 | Confessions: Two Faces of Evil                   | Charles Lloyd               |       | [ 53 ] |
| 1994 | The Road to Freedom: The Vernon Johns Story      | Vernon Johns                |       | [ 54 ] |
| 1994 | Rod Serling's Lost Classics                      | Host                        |       | [ 55 ] |
| 1994 | Bah, Humbug!                                     | Narrator / Ebenezer Scrooge |       | [ 56 ] |
| 1995 | People: A Musical Celebration                    | The Storyteller             | Voz   | [ 57 ] |
| 1996 | Rebound: The Legend of Earl "The Goat" Manigault | Dr. McDuffie                |       | [ 58 ] |
| 1996 | Un gesto de amor                                 | Lawrence                    |       | [ 59 ] |
| 1997 | Alone                                            | Grey                        |       | [ 60 ] |
| 1997 | What the Deaf Man Heard                          | Archibald Thacker           |       | [ 61 ] |
| 1997 | The Second Civil War                             | Jim Kalla                   |       | [ 62 ] |
| 1999 | Santa and Pete                                   | Grandpa Nicholas            |       | [ 63 ] |
| 1999 | Summer's End                                     | Dr. William Blakely         |       | [ 64 ] |
| 2001 | The Feast of All Saints                          | Older Marcel                |       | [ 65 ] |
| 2005 | The Reading Room                                 | William                     |       | [ 66 ] |
| 2009 | The Magic 7                                      | 5-Toe                       | Voz   | [ 67 ] |
| 2015 | The Lion Guard: Return of the Roar               | Mufasa                      | Voz   |        |

### Teatro
| - 2012 - Gore Vidal's The Best Man - 2010 - Driving Miss Daisy - 2008 - Cat on a Hot Tin Roof - 2005 - On Golden Pond - 1987 - Fences - 1982 - Othello - 1980 - A Lesson From Aloes - 1978 - Paul Robeson | - 1974 - Of Mice and Men - 1973 - The Iceman Cometh - 1970 - Les Blancs - 1968 - The Great White Hope - 1966 - A Hand Is on the Gate - 1965 - Danton's Death - 1960 - The Cool World - 1958 - Sunrise at Campobello |

### Videojuegos
- 2005 - Kingdom Hearts II (voz)
- 1999 - Command and Conquer (voz)
- 1997 - Monopoly Star Wars (voz)
- 1994 - El rey león (voz)
- 1994 - Under a Killing Moon
- 1983 - Star Wars (voz)

## Premios y distinciones
Premios Óscar
| Año  | Categoría        | Película                 | Resultado |
| ---- | ---------------- | ------------------------ | --------- |
| 1970 | Mejor actor      | La gran esperanza blanca | Nominado  |
| 2012 | Oscar honorífico | Oscar honorífico         | Ganador   |

Globos de Oro
| Año  | Categoría                      | Película                 | Resultado |
| ---- | ------------------------------ | ------------------------ | --------- |
| 1971 | Nueva Estrella del Año - Actor | La gran esperanza blanca | Ganador   |

Premios del Sindicato de Actores
| Año  | Categoría      | Resultado |
| ---- | -------------- | --------- |
| 2008 | SAG Honorífico | Ganador   |